# Dorothy (opera)

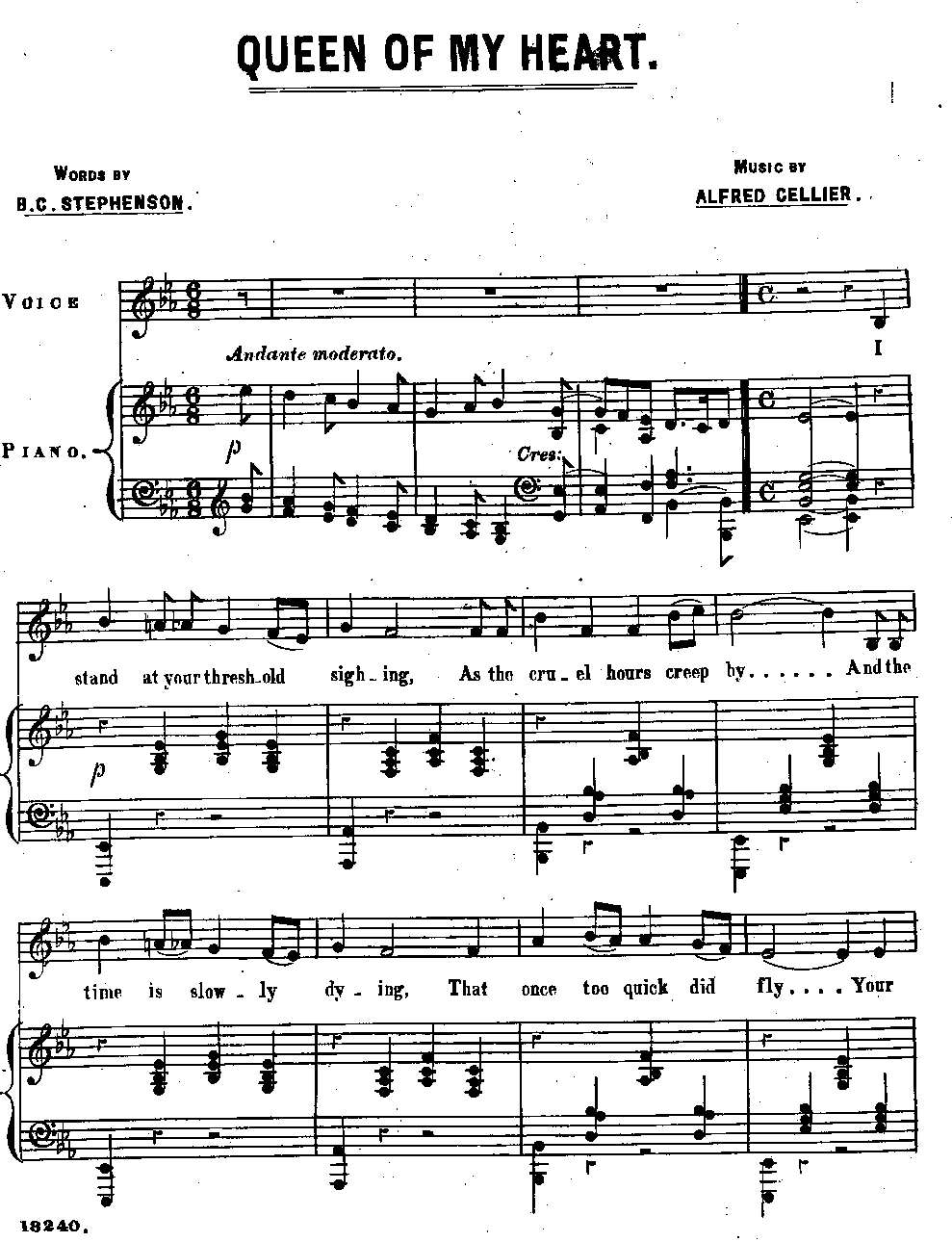
"Queen of my Heart", la canzone di successo di Dorothy, era molto popolare come ballata da salotto.

Dorothy è un'opera comica in tre atti con musiche di Alfred Cellier e libretto di B.C. Stephenson. La storia coinvolge un libertino che si innamora della sua fidanzata mascherata.
Fu prodotta per la prima volta al Gaiety Theatre di Londra nel 1886. Dopo un inizio difficoltoso, fu rivista e trasferita al Prince of Wales Theatre più tardi nello stesso anno e poi trasferita al Lyric Theatre nel 1888, dove andò in scena fino al 1889. La produzione ebbe una prima serie di 931 spettacoli, battendo il record per la produzione teatrale più longeva della storia e mantenendo questo record fino alla produzione della commedia musicale A Chinese Honeymoon nei primi del 1900.
Dorothy fece anche tournée in Gran Bretagna, America e Australia e godette di numerose riprese fino almeno al 1908. L'opera fu popolare tra i gruppi di teatro amatoriale, in particolare in Gran Bretagna, fino alla seconda guerra mondiale. Le canzoni di successo dello spettacolo comprendevano la ballata "Queen of My Heart", "Be Wise In Time", "Hark For'ard!", "With A Welcome To All" e "The Time Has Come".

## Storia

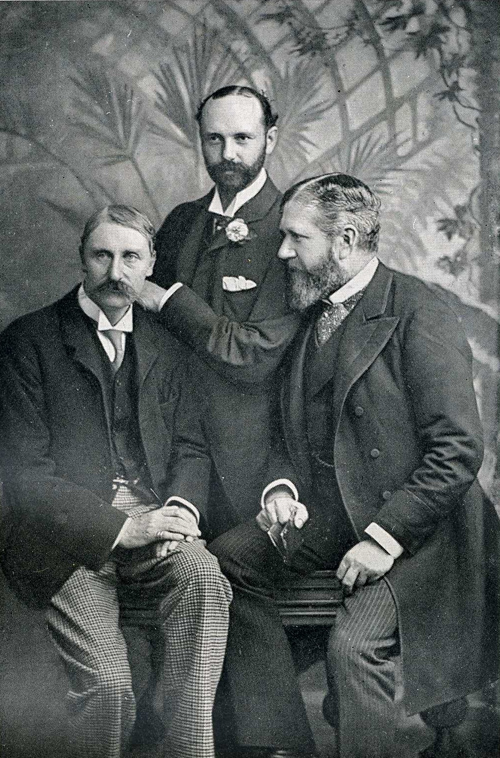
Alfred Cellier, Leslie e B.C. Stephenson

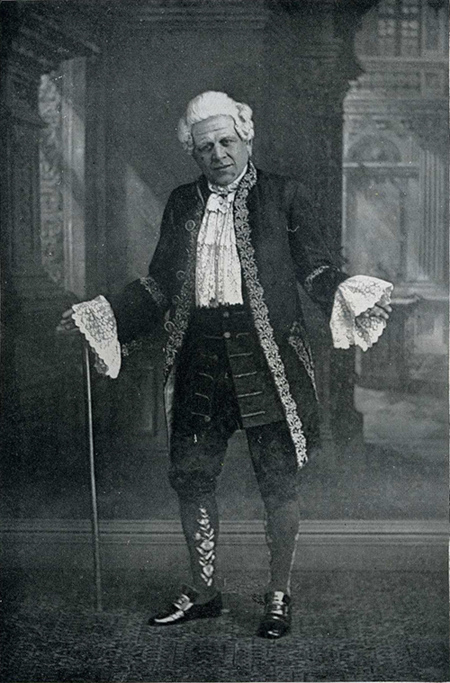
Furneaux Cook come Squire Bantam

Sebbene nella locandina figurasse come un'"opera comica" come le famose opere di Gilbert e Sullivan in scena a Londra nello stesso periodo, Dorothy fu un precursore fondamentale della Commedia musicale edoardiana, con molti degli attributi di quel genere. Il suo libretto è più farsesco dei libretti satirici di W. S. Gilbert, che ruotano attorno a identità errate e umorismo dell'attualità invece di una trama sottosopra infarcita di assurdità. Dorothy anticipò i successi della commedia musicale di George Edwardes negli anni 1890 e 1900 e il suo notevole successo dimostrò a Edwardes e agli altri direttori teatrali che il pubblico era pronto per uno spostamento verso piece più attuali che presto avrebbero dominato il palcoscenico del teatro musicale.
Nel 1885 Cellier aveva composto una canzone, "There once was a time, my darling", per una piece teatrale prodotta da Edwardes, Little Jack Sheppard (1885). Cellier, che era stato un sostituto di Arthur Sullivan, ripropose gran parte della musica per Dorothy dalla sua sfortunata opera comica di dieci anni prima, Nell Gwynne, la cui musica era stata elogiata. Stephenson scrisse nuovi testi e un libretto da adattare alla musica. Scrisse un'opera teatrale ben congegnata, con echi letterari di temi familiari che ricordano Emma di Jane Austen, ma con uno stile più moderno, suggerendo una sua ambientazione settecentesca più lieve rispetto al tono letterario arcaico comune nel dramma vittoriano. Il lavoro fu messo in scena a Londra in assenza di Cellier, che era allora in Australia a dirigere opere di Gilbert e Sullivan. In sua assenza divenne chiaro che l'opera aveva bisogno di una grande ballata romantica, e l'editore Cellier Chappell suggerì di usare una delle sue canzoni esistenti, "Old Dreams", che con nuove parole come "Queen of my Heart" fu incorporata nella piece e divenne un enorme successo. Gli spartiti vendettero oltre 40 000 copie e la popolarità della canzone salvò l'opera dal fallimento.

## Produzione e seguito
Lo spettacolo andò in anteprima al Gaiety Theatre il 25 settembre 1886. Interpreti furono Marion Hood nel ruolo del protagonista, a fianco del famoso Hayden Coffin, con i cantanti comici Arthur Williams, Furneaux Cook e John Le Hay. Questa fu la prima produzione al Gaiety da parte del nuovo amministratore delegato (e poi proprietario) del teatro, George Edwardes, che giudicò male il suo pubblico. Il Gaiety era allora noto per il burlesque e il suo pubblico non era alla ricerca dell'opera comica in stile Gilbert e Sullivan. La piece ottenne un'accoglienza tiepida e né la musica né il libretto suscitarono elogi dalla critica. The Times scrisse: "La gentilezza regna sovrana e con essa, sfortunatamente anche una buona dose di raffinata inconsistenza e di inettitudine che sono i difetti di quella qualità". Dopo alcuni mesi, Edwardes vendette la produzione al suo commercialista, Henry J. Leslie.
Stephenson e Cellier rividero lo spettacolo e Leslie aggiunse nuove star, tra cui Ben Davies e Marie Tempest, che assunse il ruolo della protagonista al posto dell'indisposta Hood e divenne una delle più grandi star del teatro musicale. Il pezzo fu rimesso in scena al Prince of Wales Theatre il 20 dicembre 1886 e trasferito al Lyric Theatre il 17 dicembre 1888, dove terminò il 6 aprile 1889. Marie Tempest assunse il ruolo di protagonista e Florence Perry fece il suo debutto sul palcoscenico di Londra nel 1887 nel ruolo di Phyllis Tuppitt.
Dorothy riveduta divenne un grande successo al botteghino ed ebbe una prima serie di 931 spettacoli, battendo il record per la produzione teatrale musicale più longeva della storia e tenendo questo record fino alla produzione della commedia musicale A Chinese Honeymoon agli inizi 1900. Fu anche la seconda serie più lunga conosciuta per una produzione teatrale di qualsiasi tipo, dopo Our Boys, un'opera teatrale di vaudeville del 1875, fino a quando entrambe furono superate dalla produzione di Charley's Aunt negli anni 1890. Le canzoni di successo dello spettacolo comprendevano la ballata "Queen of My Heart", "Be Wise In Time", "Hark For'ard!", "With A Welcome To All" e "The Time Has Come". Henry Leslie fece così tanti soldi con Dorothy che fu in grado di costruire il Lyric Theatre, dove lo spettacolo fu trasferito nel 1888. Il successo dello spettacolo stimolò anche la ripresa di alcune delle opere precedenti di Cellier. Alcuni critici riconsiderarono la loro precedente stroncatura, l'opera fu considerata come un classico pezzo vittoriano e la trama inizialmente disprezzata fu fatta risalire seriamente ai drammaturghi della Restaurazione David Garrick e Aphra Behn e ad Oliver Goldsmith e addirittura a Shakespeare.
Dorothy fece anche tournée e godette numerose riprese in Gran Bretagna fino almeno al 1908, con quattro o cinque diverse compagnie e simultanee durante i primi anni. Decima Moore ebbe il ruolo di protagonista nella ripresa del 1892. Courtice Pounds ha interpretato Wilder in una tournée nelle province del 1900. Ci fu anche una produzione a New York dal 5 novembre 1887 all'aprile 1888 con Lillian Russell come personaggio principale e lo spettacolo fu ripreso in America fino al 1900 circa. Anche in Australia iniziò una tournée di successo nel 1887, con Leonora Braham che debuttò in Australia, seguita da una produzione del 1888 con Nellie Stewart e altre riprese nel 1890. John D'Auban coreografò una ripresa nel West End nel 1892 al Trafalgar Square Theatre.
La storia di Dorothy riflette tocchi di cinismo, femminismo primitivo e utilizza molte situazioni comiche di identità sbagliate e diversità di classe sociale. Elementi della storia sono ricavati dall'opera Martha del 1847 di Friedrich von Flotow, una storia di due giovani donne facoltose che si vestono da contadine per andare alla fiera, si innamorano di due giovani agricoltori e, dopo varie prodezze, confusioni d'identità e scambi di anello, si riuniscono con loro.

## Personaggi e interpreti del cast londinese
| Personaggio                                                         | Ruolo                                                    | Registro voce   | Cast della prima, 25 settembre 1886                                |
| ------------------------------------------------------------------- | -------------------------------------------------------- | --------------- | ------------------------------------------------------------------ |
| Sir John Bantam                                                     | "lo scudiero" di Chanticleer Hall                        | baritono        | Furneaux Cook                                                      |
| Geoffrey Wilder                                                     | Nipote ed erede di Sir John Bantam, un galante londinese | tenore          | Redfern Hollins; replaced by Ben Davies                            |
| Harry Sherwood                                                      | Amico di Geoffrey Wilder                                 | baritono        | C. Hayden Coffin                                                   |
| John Tuppitt                                                        | Affittacamere della "Hop-Pole Inn"                       |                 | Edward Griffin                                                     |
| William Lurcher                                                     | Un ufficiale dello sceriffo                              | baritono comico | Arthur Williams                                                    |
| Tom Strutt (o Tom Grass)                                            | Un giovane agricoltore                                   |                 | John Le Hay                                                        |
| Dorothy Bantam                                                      | Figlia di Sir John Bantam                                | soprano         | Marion Hood, rimpiazzata da Marie Tempest                          |
| Lydia Hawthorne                                                     | Sua cugina                                               | mezzosoprano    | Florence Dysart, rimpiazzata da Edith Chester ed anche Amy Augarde |
| Phyllis Tuppitt                                                     | La figlia dell'affittacamere, innamorata di Tom Strutt   | contralto       | F. Lambeth, rimpiazzata da Grace Huntly e poi da Florence Perry    |
| Lady Betty                                                          | Una zitella                                              |                 | Jennie McNulty, rimpiazzata da Florence Neville                    |
| Mrs. Privett                                                        | Una vedova                                               | (non cantante)  | Harriet Coveney                                                    |
| Coro di raccoglitori di luppolo, contadini, ospiti, damigelle, ecc. |                                                          |                 |                                                                    |

## Trama

### Atto I

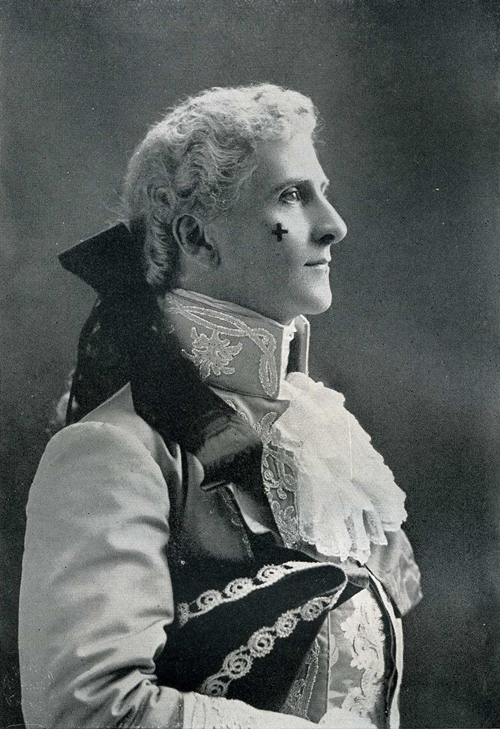
Hayden Coffin come Harry Sherwood

Nella vecchia locanda di John Tuppitt nel Kent rurale, i contadini del quartiere di Chanticleer Hall, di proprietà di Squire Bantam, si divertono la mattina di un giorno d'autunno del 1740. Dorothy Bantam, la figlia dello scudiero e Lydia Hawthorne, sua nipote, colgono l'occasione per vestirsi in modo informale e partecipare ai festeggiamenti. Scoprono che Phyllis, la figlia di Tuppitt, ha promesso di sposare Tom Strutt, un uomo del posto. Tentano di dissuaderla, perché pensano che le donne dovrebbero rimanere libere dalle catene del matrimonio. Lo scudiero vuole che Dorothy sposi Geoffrey Wilder, suo nipote ed erede, che non ha mai incontrato e che ha condotto una vita sfrenata a Londra.
Wilder, inseguito dagli ufficiali giudiziari, è fuggito da Londra e si sta recando a casa di suo zio, spinto dai debiti per rispettare i piani matrimoniali dello scudiero Bantam per sua figlia. Wilder e il suo amico Sherwood si fermano nella taverna di Tuppitt per rinfrescarsi. Dorothy e Lydia si spacciano per ragazze del villaggio, Dorcas e Abigail. Wilder e Sherwood sono colpiti e Wilder abbandona rapidamente l'idea di sposare sua cugina, anche a rischio di un arresto per debiti. L'ufficiale giudiziario principale, Lurcher, raggiunge Wilder, ma gli viene impedito di arrestarlo perché ha fatto infuriare gli abitanti del villaggio notificando un mandato ad una donna anziana del villaggio. Wilder lo salva dall'essere tuffato in acqua e lo convince ad escogitare un piano per pagare tutti i debiti di Wilder.
Dorothy e Lydia, con la loro insistenza sul rimanere sempre zitelle sono scosse dalle attrazioni di Wilder e Sherwood, danno ai due uomini due anelli, facendo loro promettere di non separarsi mai da loro.

### Atto II
Lo scudiero Bantam intrattiene gli ospiti quando viene annunciato l'arrivo di uno sconosciuto. Questo è Lurcher che si spaccia per il segretario del duca di Berkshire. Chiede ospitalità per il duca e il suo amico, Lord Crinkletop, la cui carrozza si è rotta. Wilder (fingendosi il "duca") e Sherwood (Crinkletop) sono accolti da Bantam. Dorothy e Lydia entrano, ma i due uomini non le riconoscono come le contadine che li hanno incantati nel primo atto. Le donne giocano sulla suscettibilità degli uomini. Wilder viene sedotto da Lydia e Sherwood da Dorothy. Alla fine le donne riescono a convincere ogni uomo a dare loro gli anelli che "Abigail" e "Dorcas" hanno donato all'altro alla locanda.
Gli ospiti si ritirano per riposarsi e, al buio, Wilder, Sherwood e Lurcher eseguono il piano di Wilder. Coperti e mascherati, catturano lo scudiero Bantam e lo legano. Allo stesso tempo, Sherwood lega Wilder. La casa viene presto svegliata dalle grida; ma quando riappaiono gli ospiti scoprono che i ladri non hanno preso nessuno dei denari di Bantam, ma a quanto pare hanno derubato il "duca" di una grande quantità di monete (che coincidono, casualmente, con la somma dei debiti di Wilder). Sentendosi responsabile di questa sventura proprio sotto il suo tetto, Bantam insiste per rimediare alla perdita del "duca".

### Atto III
Dorothy e Lydia mettono alla prova la fedeltà dei loro due ammiratori. Gli uomini si sono pentiti delle loro infatuazioni temporanee della notte precedente e hanno inviato lettere a Dorothy e Lydia affermando che rimangono devoti a Dorcas e Abigail. Al ritorno gli uomini ricevono sfide a duello, apparentemente da due giovani signori indignati per la loro condotta verso le due giovani donne, ma in realtà scritte da Dorothy e Lydia.
Le giovani donne si presentano travestite da uomini nel luogo designato per il duello. Sono contente che Wilder e Sherwood siano così dediti a "Dorcas" e "Abigail" da rischiare la vita in un duello per amore della loro devozione. D'altra parte, le donne sono ansiose che i duelli non debbano proseguire. Lo scudiero Bantam arriva, dopo aver appreso della trama del furto con scasso da Lurcher. Perdonerà suo nipote errante se acconsentirà a sposare Dorothy. Le donne trascurano il vacillare temporaneo degli uomini della sera prima e le coppie si sposano.

## Numeri musicali

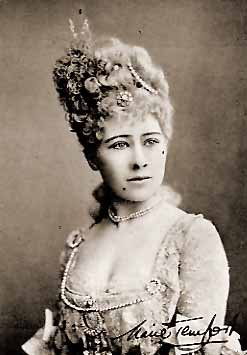
Marie Tempest nel ruolo principale

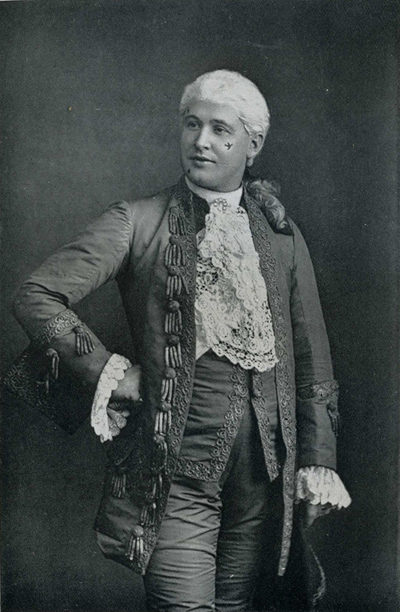
Ben Davies come Geoffrey Wilder

### Atto I
- 1. Coro di apertura e Balletto – "Lads and lasses round about the hop-pole trip"
- 2. Canzone con trio – "Be wise in time, Oh Phyllis mine" (Dorothy, Lydia e Phyllis)
- 3. Quartetto – "We're sorry to delay you" (Dorothy, Lydia, Wilder e Sherwood)
- 4. Ballata – "With such a dainty dame none can compare" (Wilder)
- 5 Quintetto – "A father's pride and joy they are" (Dorothy, Lydia, Wilder, Sherwood e Tuppitt)
- 6. Canzone e trio – "I am the Sheriff's faithful man" (Lurcher, Wilder e Sherwood)
- 7. Quartetto – "You swear to be good and true" (Dorothy, Lydia, Wilder e Sherwood)
- 8. Solista e coro – "Under the pump" (Lurcher)
- 9. Finale Atto I  – "Now take your seats at table spread"

### Atto II
- 10. Atto II Introduzione e danza paesana
- 11. Canzone – "Though born a man of high degree" (Wilder and Chorus)
- 12. Musica per l'ingresso di Dorothy e Lydia
- 13. Danza aggraziata
- 14. Canzone – "Contentment I give you and all that it brings" (Bantam)
- 15. Settetto e coro – "Now let's to bed" (Dorothy, Lydia, Wilder, Sherwood, Lurcher e Bantam)
- 16. Recitativo e quartetto – "One moment pray" (Dorothy, Lydia, Wilder e Sherwood)
- 16a. Ballata – "I stand at your threshold sighing" ("Queen of my Heart") (Sherwood)
- 17. Trio – "Are you sure that they are all in bed?" (Wilder, Sherwood e Bantam)
- 18. Coro con Dorothy, Lydia, Wilder, Sherwood, Bantam e Lurcher – "What noise was that"
- 19. Finale Atto II – "Hark forward"

### Atto III
- 20. Atto III - Balletto
- 21. Coro – "Dancing is not what it used to be"
- 22. Ballata – "The time has come when I must yield" (Phyllis)
- 23. Settetto e coro – "What joy untold to feel at last"
- 24. Finale Atto III – "You swore to be good and true"

La n. 16 divenne un motivo standard di successo, "Queen of My Heart".

## Accoglienza della critica

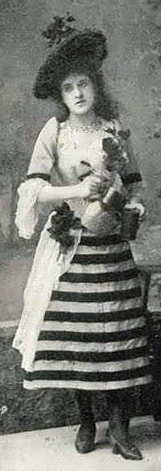
Decima Moore come Dorothy, nella ripresa del 1892–93

La stampa elogiò la musica e la produzione originale ma ebbe reazioni contrastanti alle esecuzioni; non piacque il libretto. La Pall Mall Gazette disse: "La storia è curiosamente priva di interesse, il dialogo è dei più deboli, i testi non hanno senso... La musica di Mr Cellier è degna di un destino migliore". Altri giornali concordarono: "Per dirla chiaramente, il libretto non è degno della musica". Il Punch scrisse: "La musica è molto meglio della trama - non che questo voglia dire molto... Immagino che il Signor Meyer Lutz debba aver ricevuto istruzioni di non indulgere in nessuno dei suoi vecchi modi frivoli, ma di dirigere la musica con gravità e con calma - cosa che ha fatto. Mi chiedevo se fosse sempre sveglio". Molti critici si sono lamentati del fatto che il libretto era un derivato, principalmente di She Stoops to Conquer.
Bernard Shaw, vedendo il pezzo nelle numerose repliche, espresse la sua pietà per il cast: "Ecco alcuni giovani condannati a trascorrere il fiore dei loro anni nel ripetere meccanicamente il libretto più sciocco nella moderna letteratura teatrale, messo in una musica che, bella com'è, deve impallidire un po' per la settecentottantottesima esibizione... Non ho aspettato il terzo atto. Il mio compagno era quasi caduto nella fossa dal sonno e dalla pesantezza dello spirito combinati... È uno spreco criminale di giovani vite e giovani talenti". The Times scrisse:
Al momento di una ripresa nel 1908, il Times ebbe una visione più favorevole: "Sono trascorsi ventuno anni da quando Dorothy è stata prodotta... Chiaramente è impossibile che una mente fredda possa giudicare Dorothy. Appartiene al passato d'oro; è custodita nella memoria; ad ascoltarla è ancora giovane. Analizzarla o criticarla sarebbe come mettere in discussione la bellezza delle donne di cui allora eravamo innamorati... E la sensazione più piacevole di tutti è la convinzione che Dorothy meriti completamente l'ammirazione che abbiamo profuso su di lei. È una delle opere comiche inglesi più armoniose, più affascinanti e fatte meglio".

## Incisione
Nel 2019 la compagnia Victorian Opera ha pubblicato la prima registrazione professionale dell'opera, diretta da Richard Bonynge con Majella Cullagh, Lucy Vallis, Stephanie Maitland, Matt Mears e il Royal Northern College of Music.